# 新建镇 (缙云县)
新建镇是中华人民共和国浙江省丽水市缙云县下辖的一个镇。
2011年，浙江省人民政府批复同意将新建镇的宅基村、马渡村改由缙云县政府直辖。调整后，新建镇辖27个行政村，镇政府驻地不变（新溪路238号）。

## 行政区划
新建镇下辖以下村级行政区划单位：
洋山村、韩畈村、凝碧村、茭岭村、周岭村、雪峰村、红锦村、新建村、和源村、溪南村、新湖村、杨公桥村、溪东村、新联村、新合村、七甸村、八甸村、夏家畈村、联新村、八都村、新川村、新长川村、宏坦村、笕川村、河阳村、丹址村和鱼川村。

## 中国传统村落
河阳村获评“中国传统村落”。